# Tsadikim Nistarim
Les Tsadikim Nistarim, en hébreu צַדִיקִים נִסתָּרים, littéralement les Justes cachés, au singulier Tsadik Nistar (hébreu צַדִיק נִסתָר) ou Lamed Vav Tsadikim (ל"ו  צַדִיקי ם) les 36 justes cachés, souvent désignés sous la forme simplifiée Lamed Vav(niks)[a], sont trente-six personnes dont l'existence sur Terre garantit la survie du monde. Cette notion s'enracine dans la dimension la plus mystique du judaïsme.

## Origines
La source du concept se trouve dans le Talmud. Le rabbin Zwerin en donne l'explication suivante :

« En tant que concept mystique, le nombre 36 est encore plus intrigant. Il est dit que de tous temps il se trouve dans le monde  36 personnes particulières, et que sans leur présence à eux tous, si seulement un seul d'entre eux venait à manquer, ce serait la fin du monde. Les deux lettres hébraïques pour 36 sont le lamed (30) et le vav (6). C'est pourquoi ces 36 sont connus comme les Lamed-Vav Tsadikim. Cette croyance largement répandue, ce concept juif très singulier se fonde sur un précepte talmudique selon lequel à chaque génération 36 justes saluent la Shekhina, la présence divine (Traité Sanhédrin 97b; Traité Sukkah 45b). »

## Leur rôle
Selon la mystique hassidique reprise par la tradition juive, le rôle des  36 justes serait de rendre compte des actes de l'humanité devant Dieu. La tradition veut qu'ils ne se connaissent pas entre eux et que si l'un d'entre eux venait à découvrir sa véritable mission, alors il mourrait et celle-ci serait immédiatement assumée par un autre.

« Les « Lamed-Vav Tsadikim » sont aussi appelés les Nistarim (les cachés). Dans nos contes populaires, ils sortent parfois de la réclusion qu'ils s'imposent : par leurs pouvoirs mystiques ils réussissent à prévenir les désastres menaçant le peuple persécuté par les ennemis qui l'entourent. Ils retournent à leur anonymat sitôt leur tâche accomplie, se « dissimulant » à nouveau au sein d'une communauté juive où ils demeurent relativement inaperçus. Les lamed-vovniks, dispersés comme ils le sont à travers la Diaspora, s'ignorent les uns les autres. En de très rares occasions l'un d'entre eux est découvert « par accident », auquel cas le secret de son identité ne doit pas être révélé. Les lamed-vovniks ne savent pas eux-mêmes qu'ils sont l'un des 36. En fait la tradition veut que si quelqu'un prétend être l'un des 36, c'est la preuve positive qu'il ne l'est certainement pas. Du fait que chacun des 36 est un exemple anavah (d'humilité), cette vertu même leur interdit de s'auto-proclamer faire partie des justes. Les 36 sont simplement trop humbles pour croire qu'ils sont l'un des 36. »

## Utilisation littéraire du concept
Les Lamed Vav fournissent l'intrigue de plusieurs romans  
- Mendelsshon est sur le toit de Jiří Weil
- Les 36 justes de Jill Gregory et Karen Tintori
- Le Dernier des Justes d'André Schwartz-Bart
- Le dernier homme bon (The Last Good Man) de A.J. Kazinki, publié par Lattès en 2011  (ISBN 2709635968 et 9782709635967)
- Touch (série télévisée) de Tim Kring